# Prati di Tivo
Prati di Tivo is een plaats (frazione) in de Italiaanse gemeente Pietracamela.
Het is een toeristisch bergdorpje aan de voet van de Gran Sasso. 's Winters kan er geskied worden. 

## Wielrennen
De beklimming naar Prati di Tivo is bekend van wielerkoersen. De klim is 14,6 kilometer lang aan gemiddeld 7% en bereikt een hoogte van 1450 meter.

### Winnaar vanRonde van Italiëritten met aankomst op Prati di Tivo
- 1975: Giovanni Battaglin
- 2024: Tadej Pogačar

### Winnaar vanTirreno-Adriaticoritten met aankomst op Prati di Tivo
- 2012: Vincenzo Nibali
- 2013: Chris Froome
- 2021: Tadej Pogačar

### Winnaar vanRonde van de Abruzzenritten met aankomst op Prati di Tivo
- 2024: Aleksej Loetsenko

## Fotogalerij

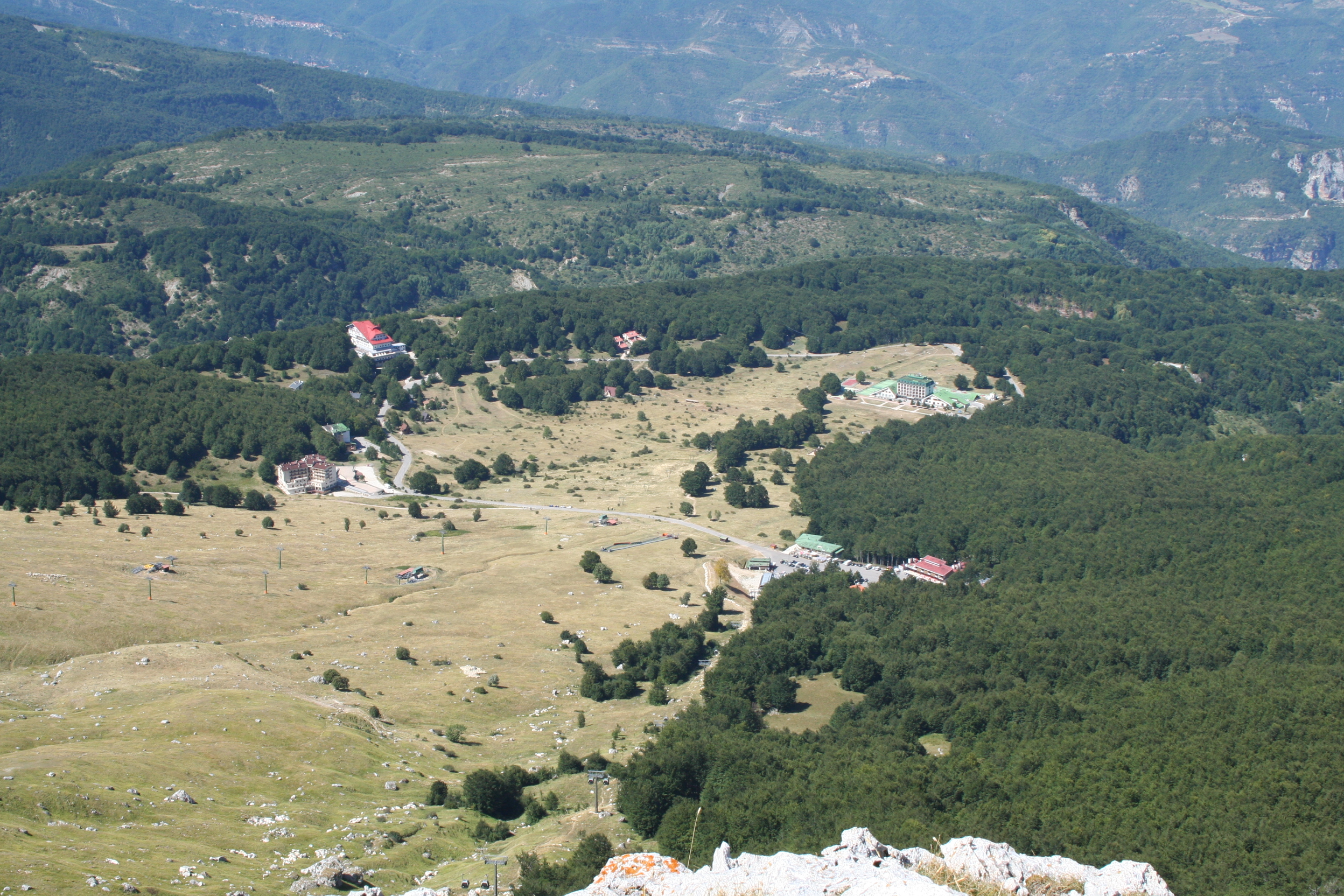
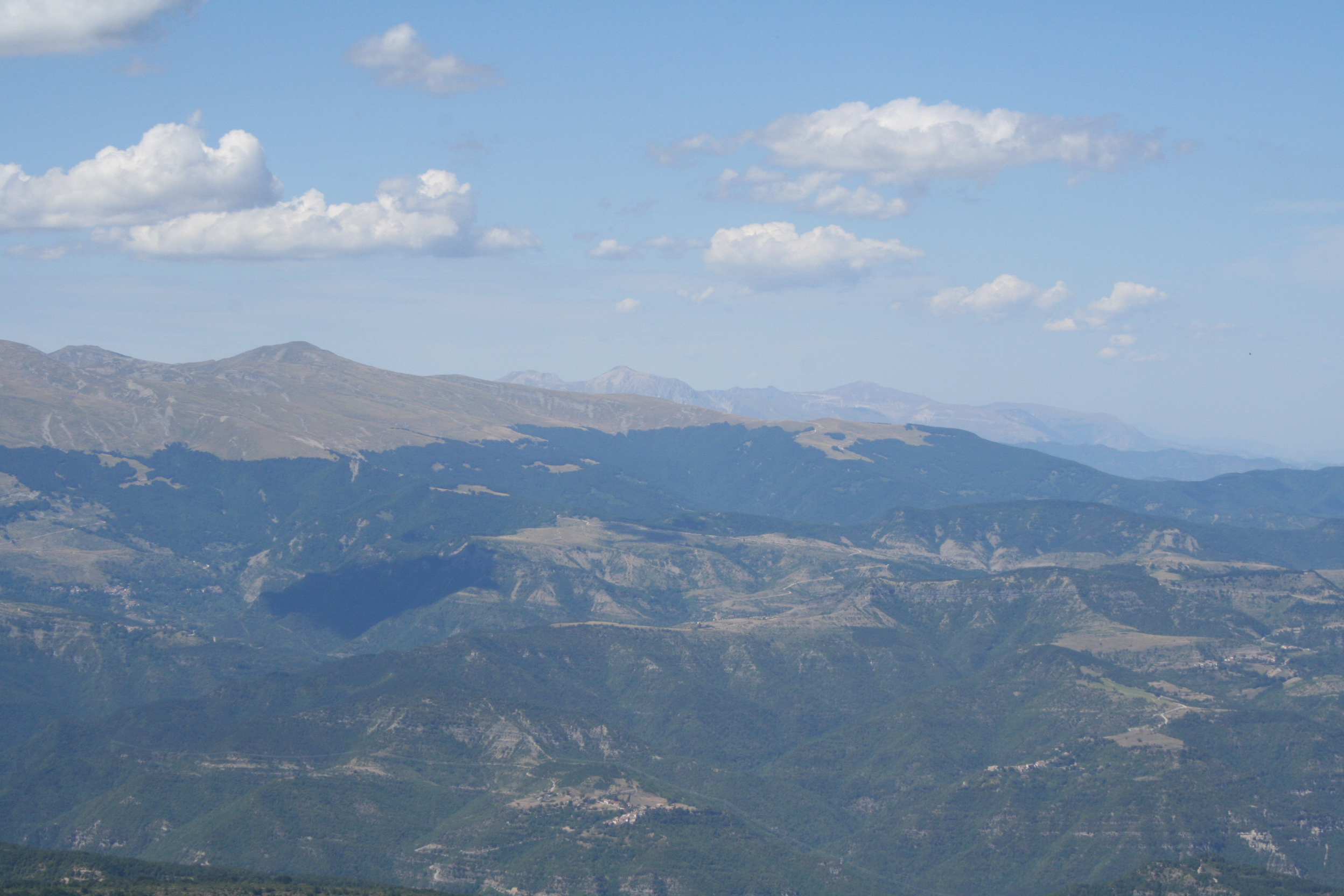
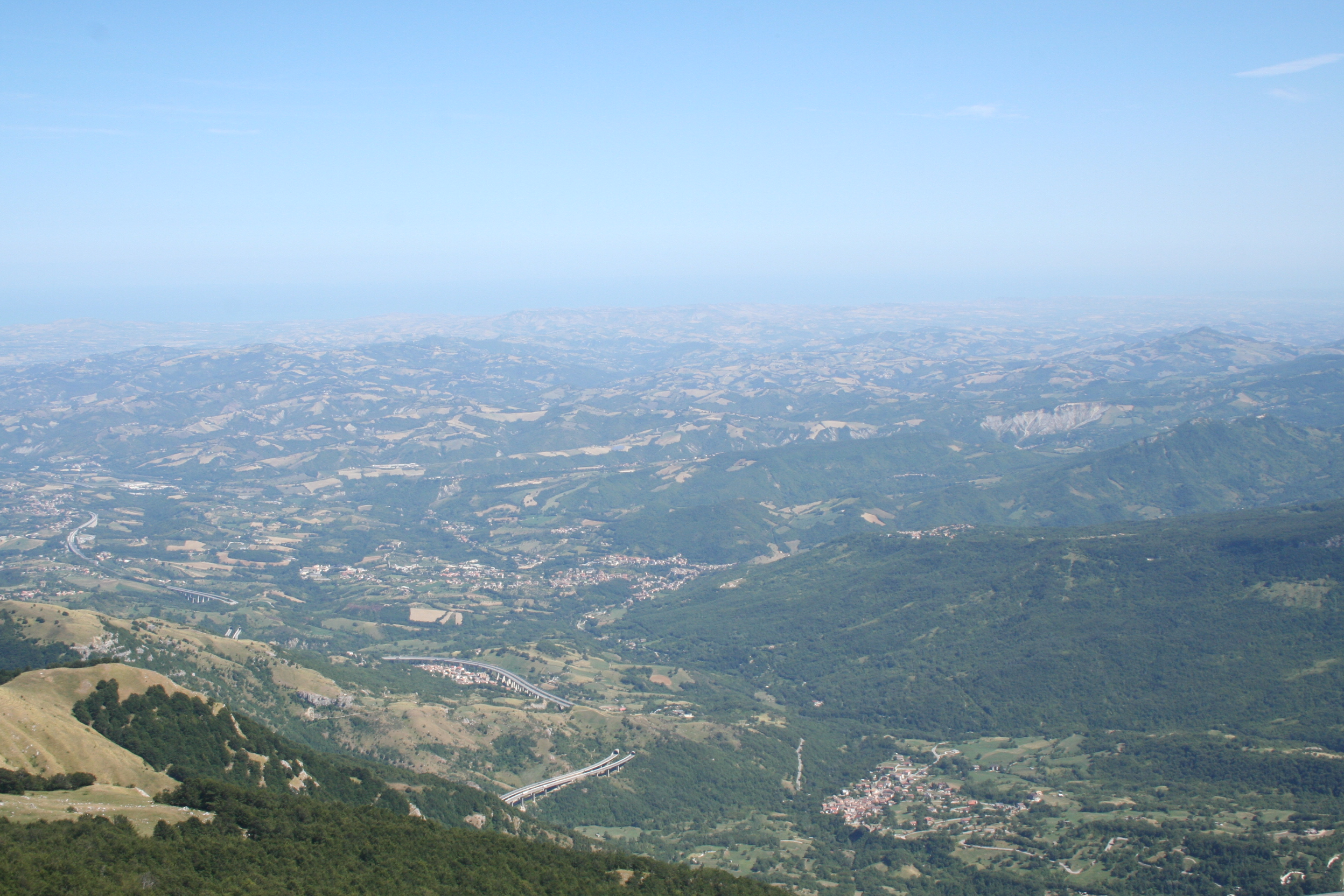
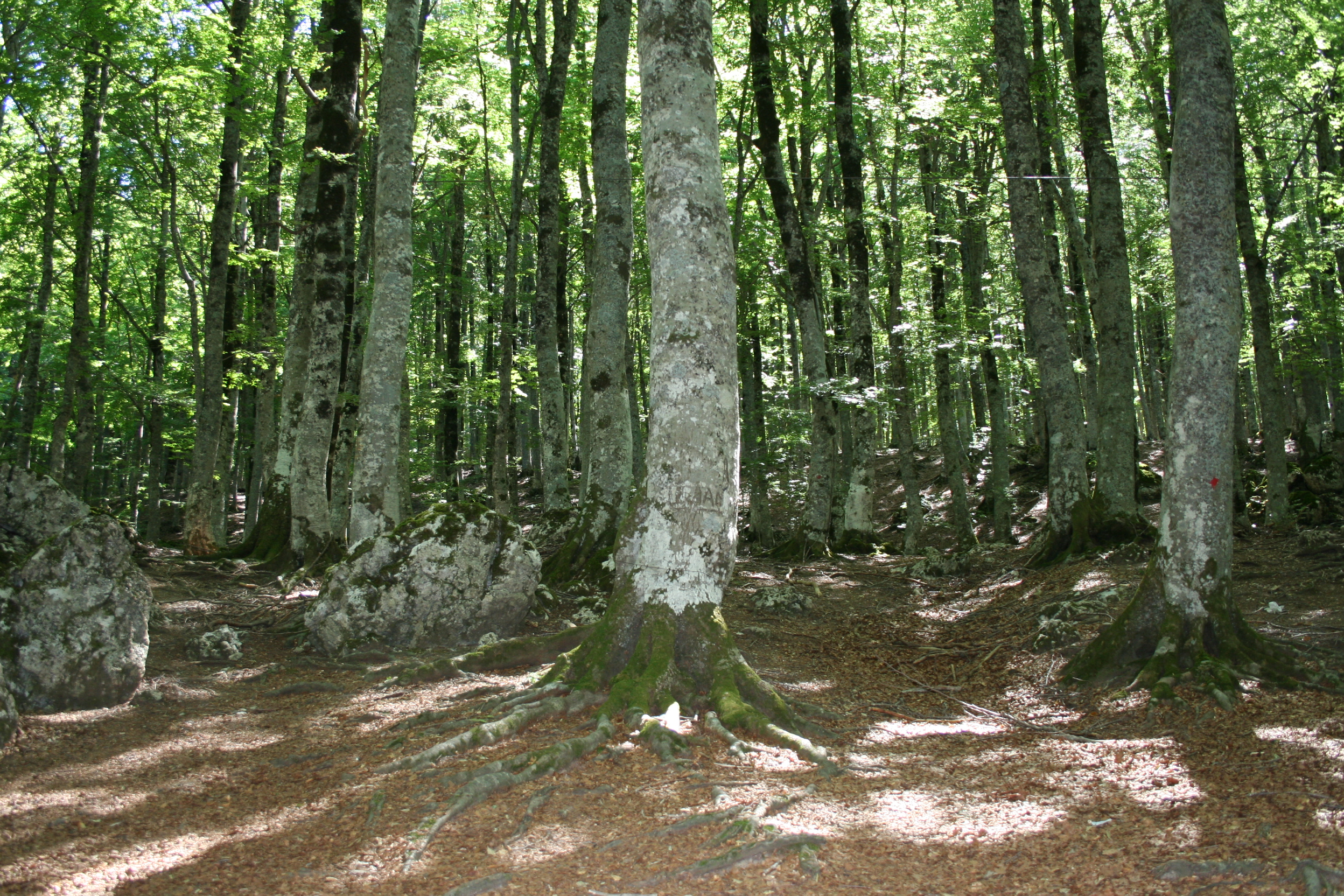
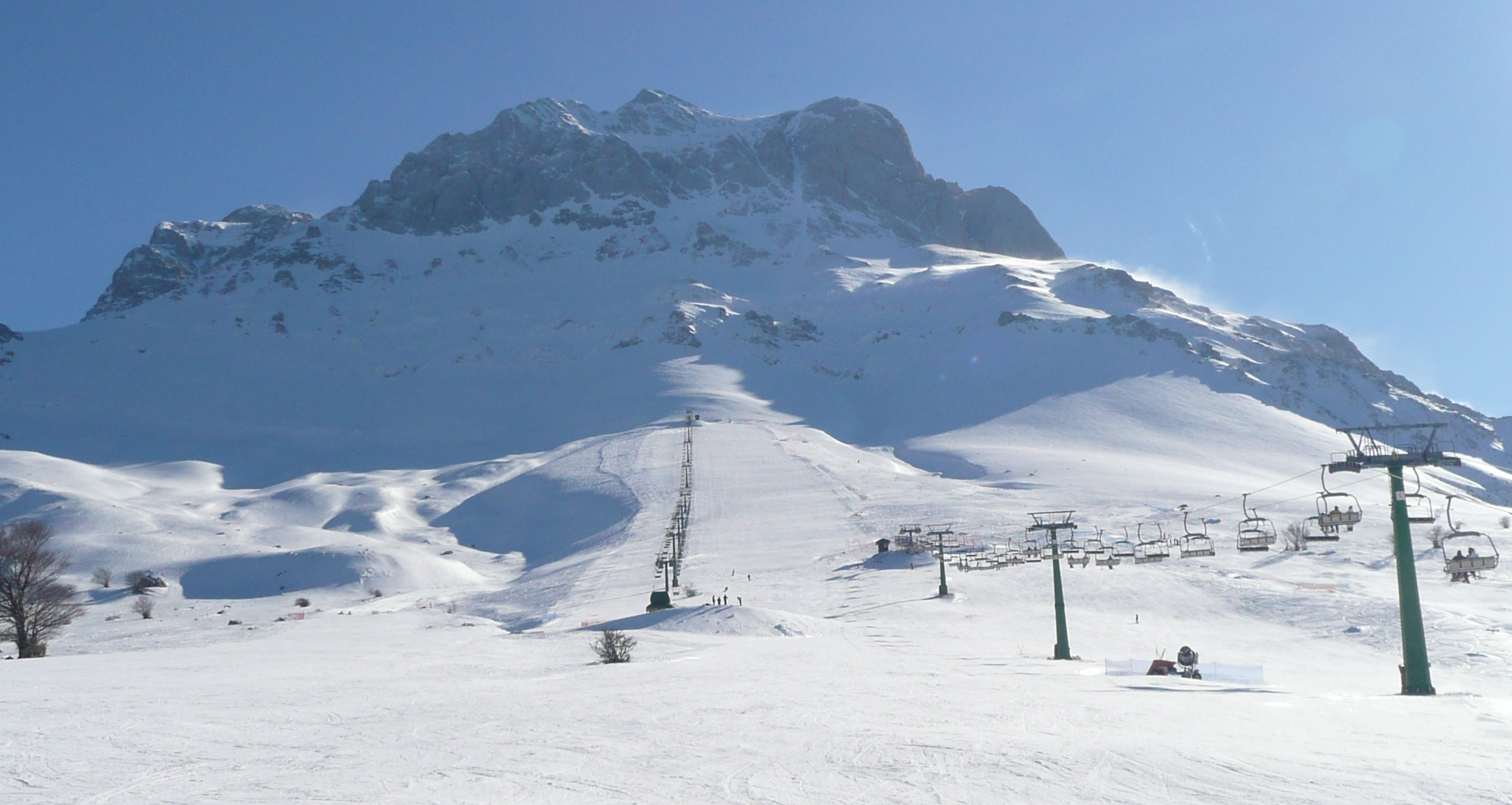
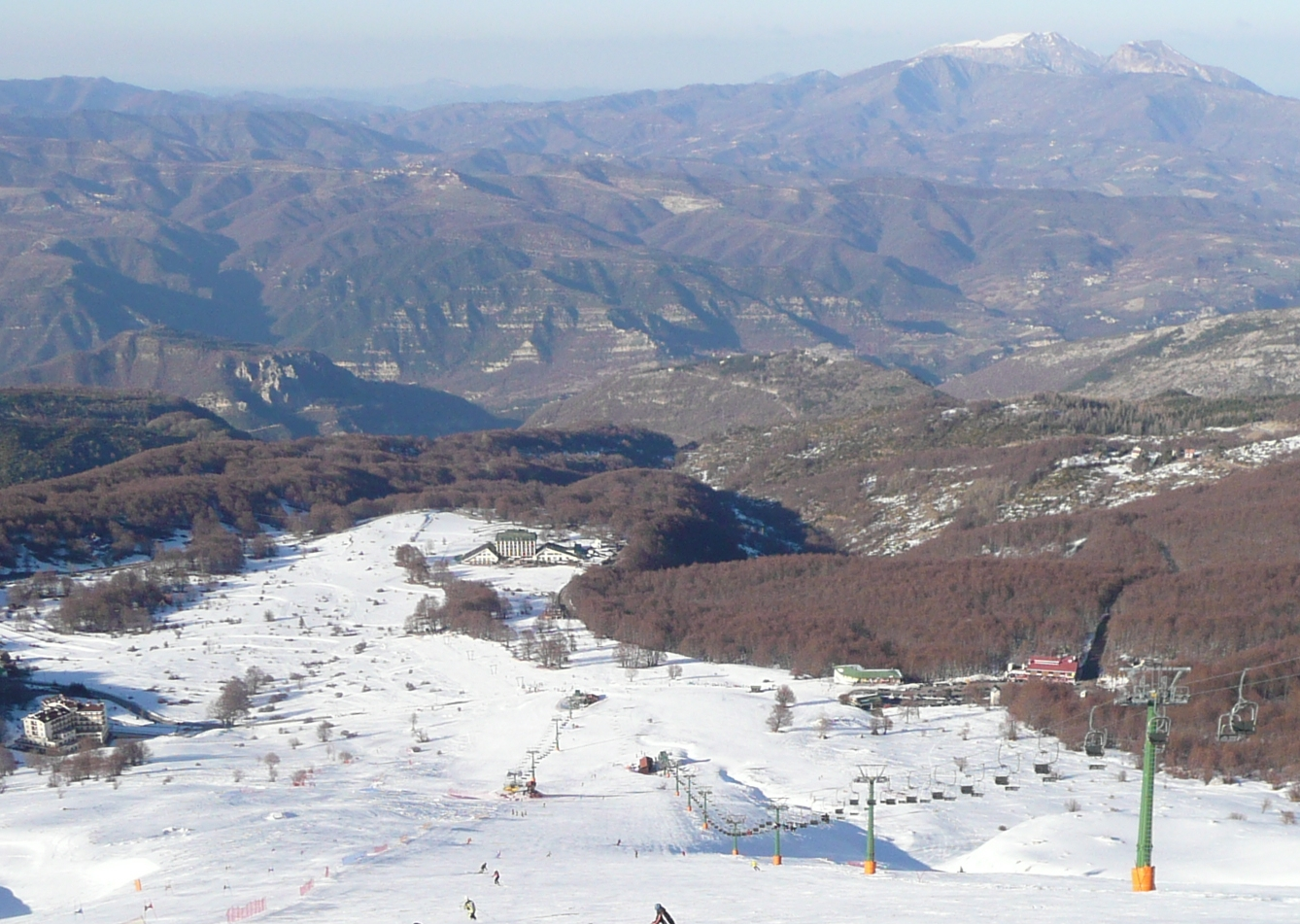
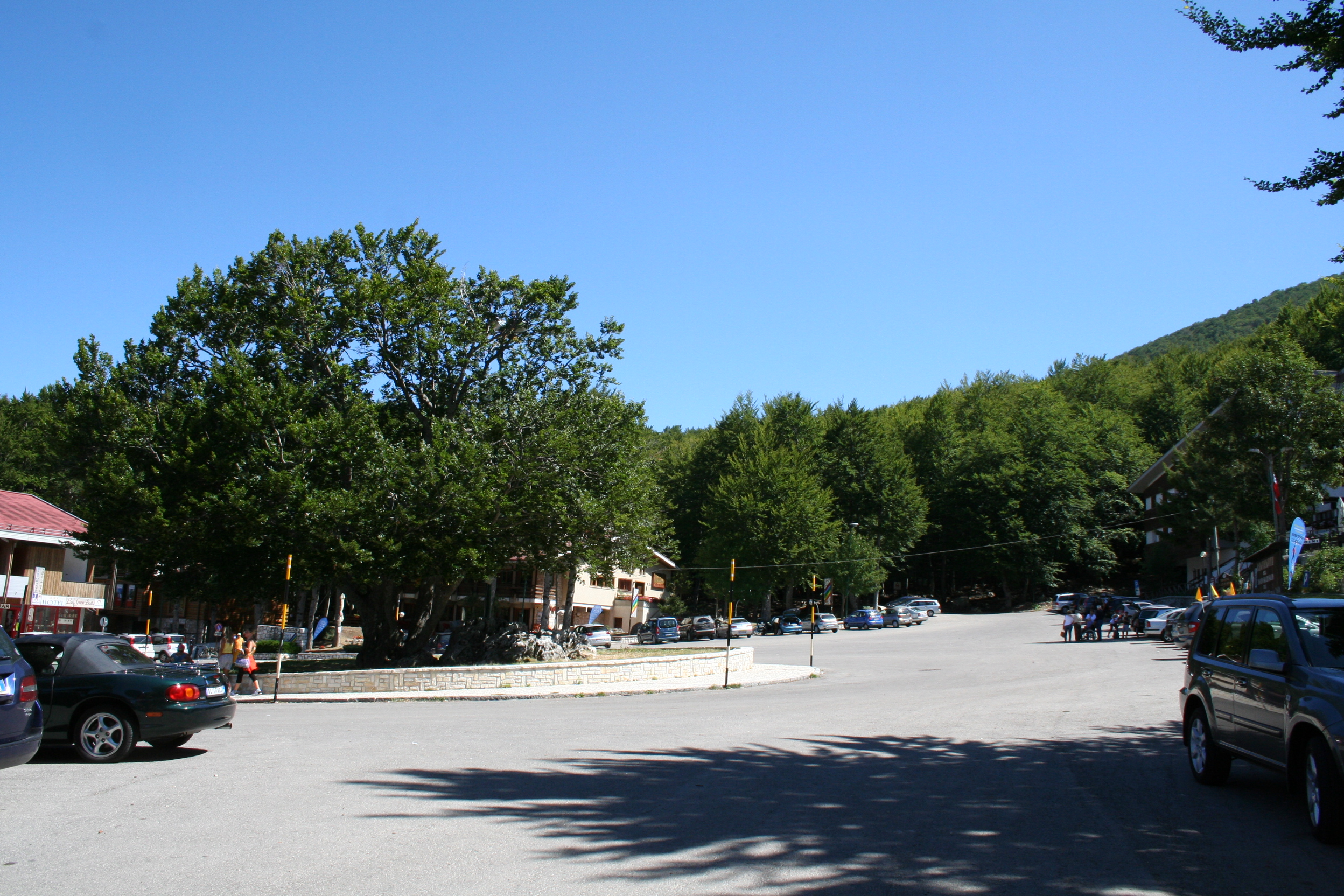
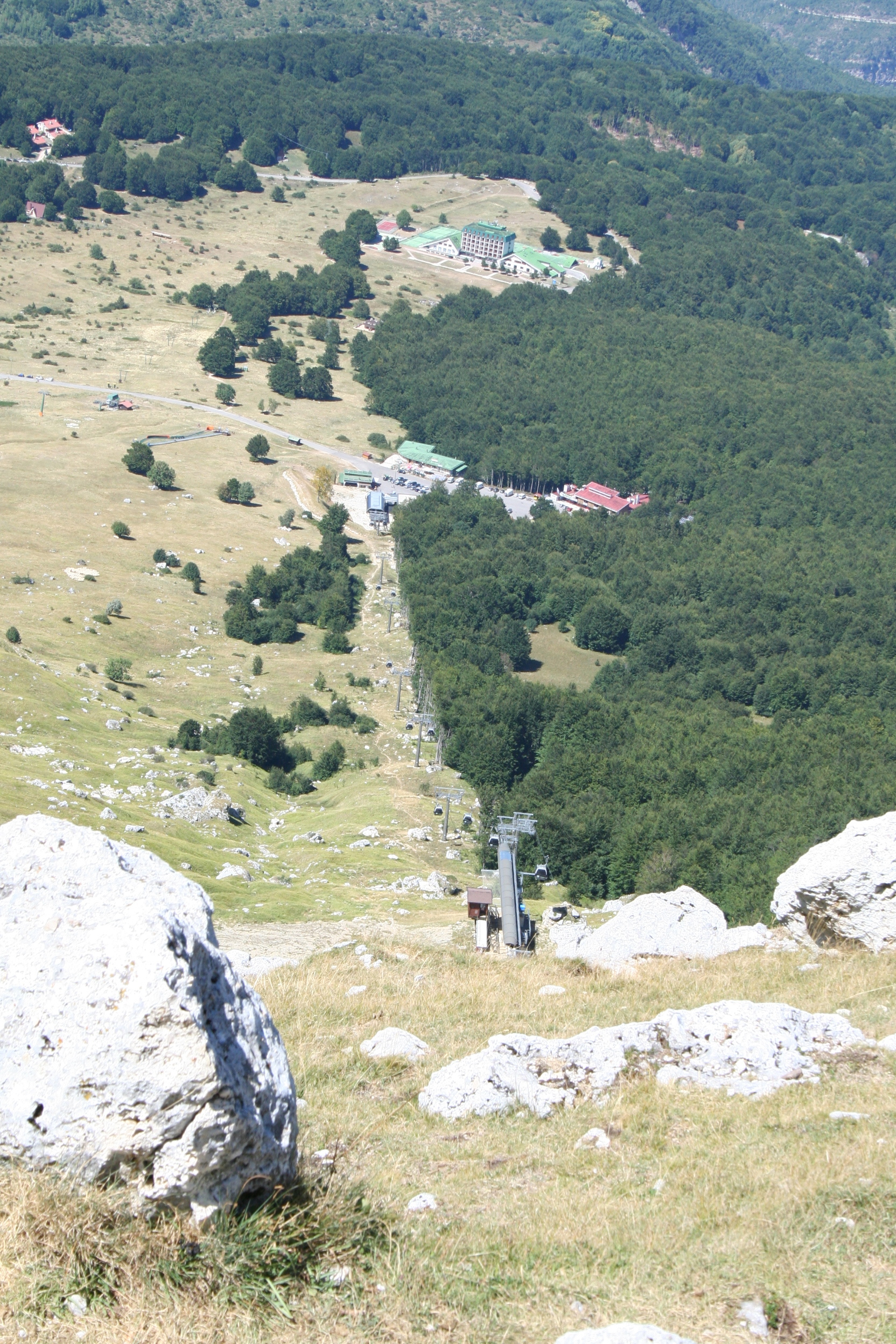
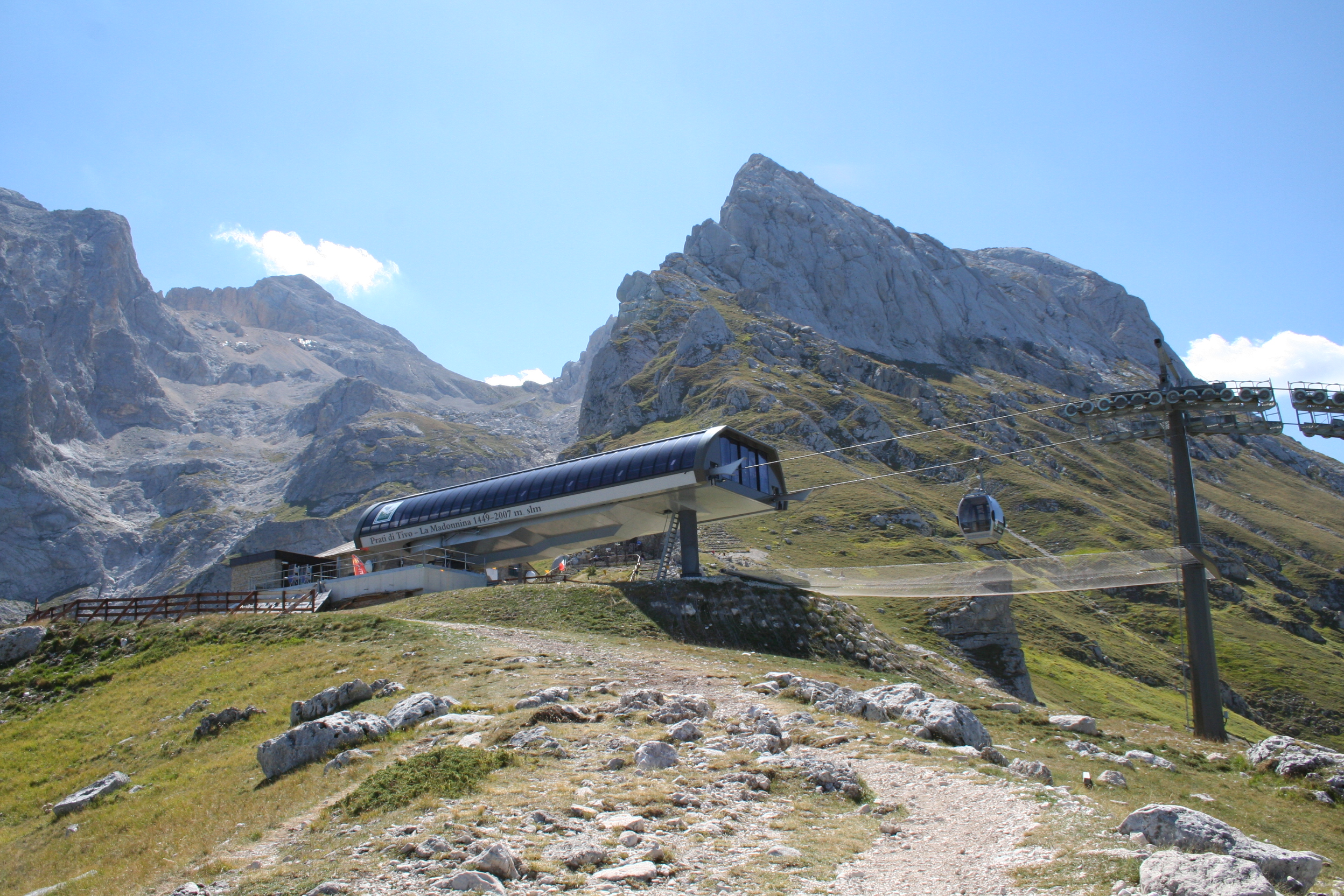
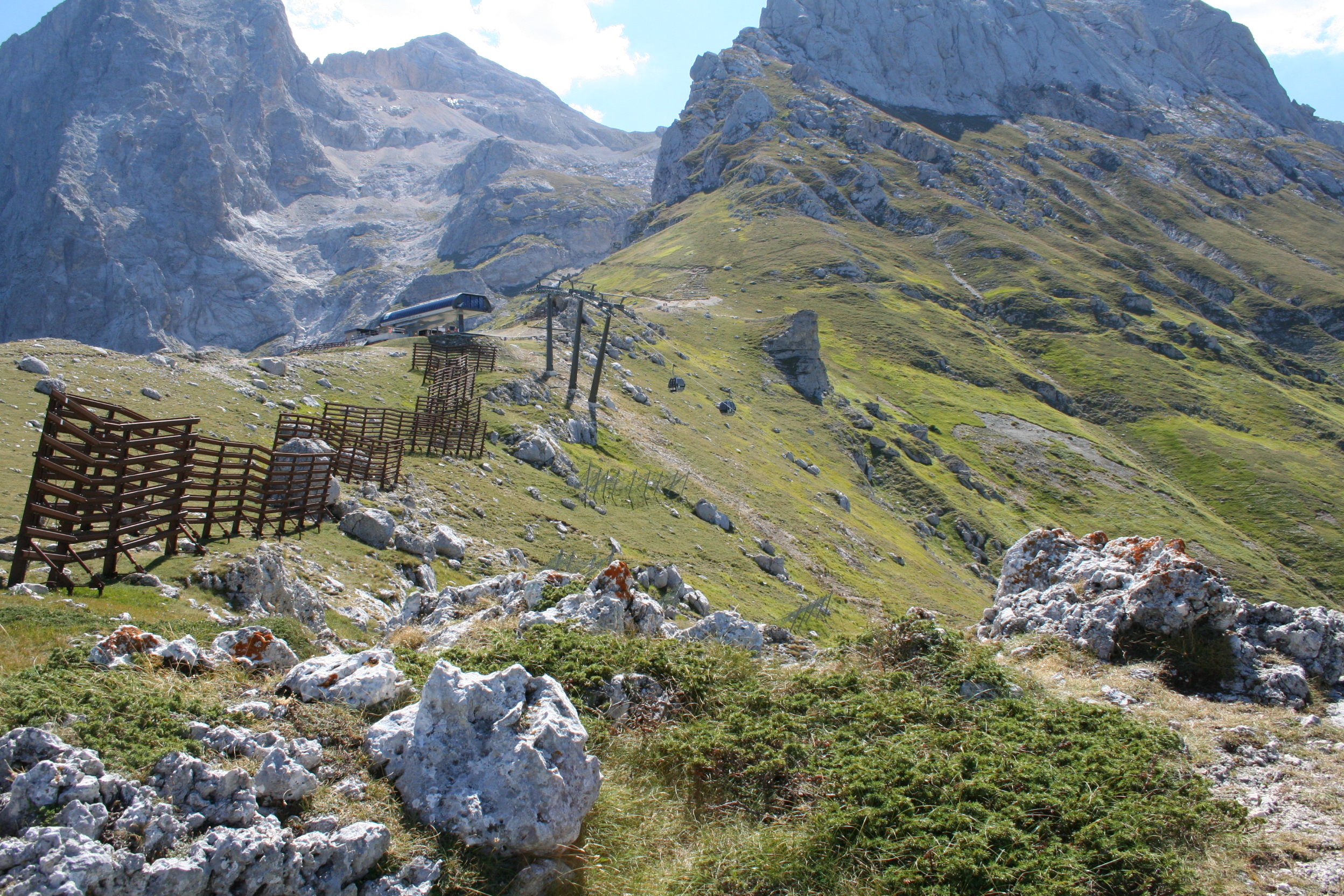
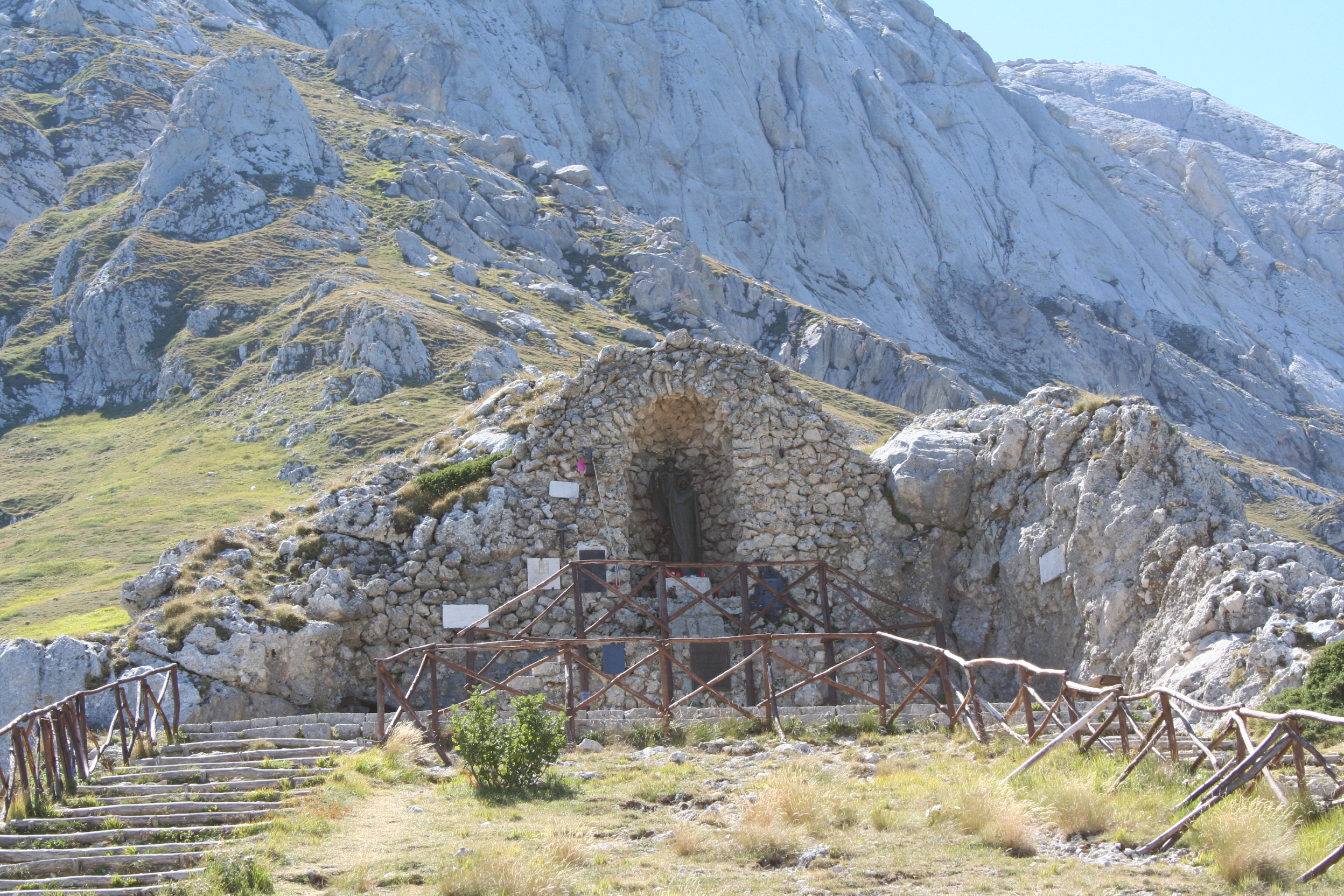
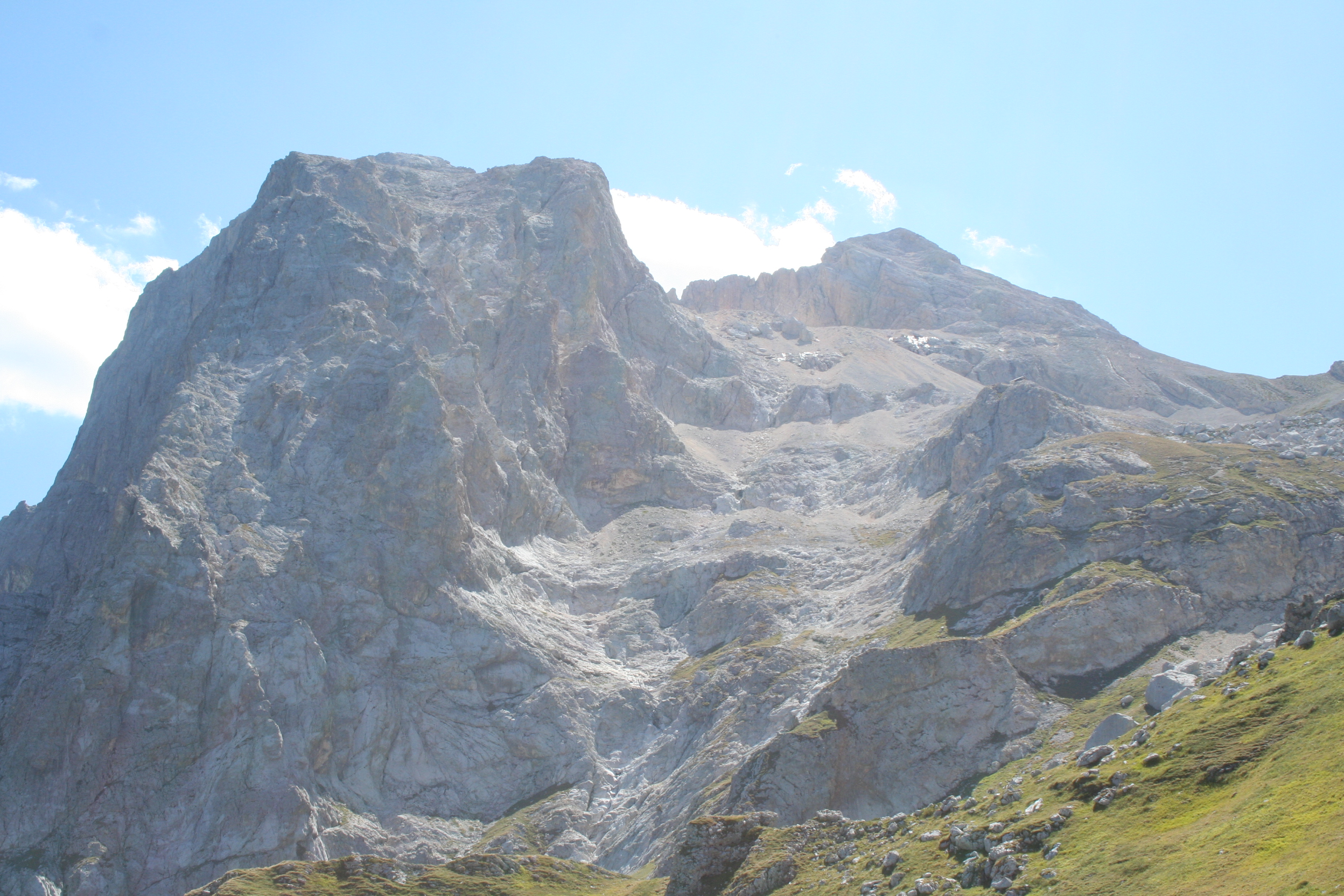